# Брандхорст
Брандхорст (нем. Brandhorst) — коммуна в Германии, в земле Саксония-Анхальт. 
Входит в состав района Анхальт-Цербст. Подчиняется управлению Вёрлитцер Винкель.  Население составляет 102 человека (на 31 декабря 2006 года). Занимает площадь 0,42 км². Официальный код  —  15 1 51 005.